# Palmyra (Nowy Jork)
Palmyra – miasto w Stanach Zjednoczonych, w stanie Nowy Jork, w hrabstwie Wayne.